# Queubus jamesanus
Queubus jamesanus is een zeespin uit de familie Ascorhynchoidea. De soort behoort tot het geslacht Queubus. Queubus jamesanus werd in 1946 voor het eerst wetenschappelijk beschreven door Barnard. 